# Elten
 (février 2025).
Si vous disposez d'ouvrages ou d'articles de référence ou si vous connaissez des sites web de qualité traitant du thème abordé ici, merci de compléter l'article en donnant les références utiles à sa vérifiabilité et en les liant à la section « Notes et références ».
Elten est un village allemand situé en Rhénanie-du-Nord-Westphalie. Il compte environ 4 500 habitants. Depuis 1975, elle fait partie de la ville d'Emmerich am Rhein. Entre le 23 avril 1949 et le 1er août 1963, Elten faisait partie des Pays-Bas (voir plan Bakker-Schut ). Il existe une minorité importante de citoyens néerlandais. 
Hochelten fait partie d'Elten et est situé sur l'Elterberg (fleuve).

## Galerie

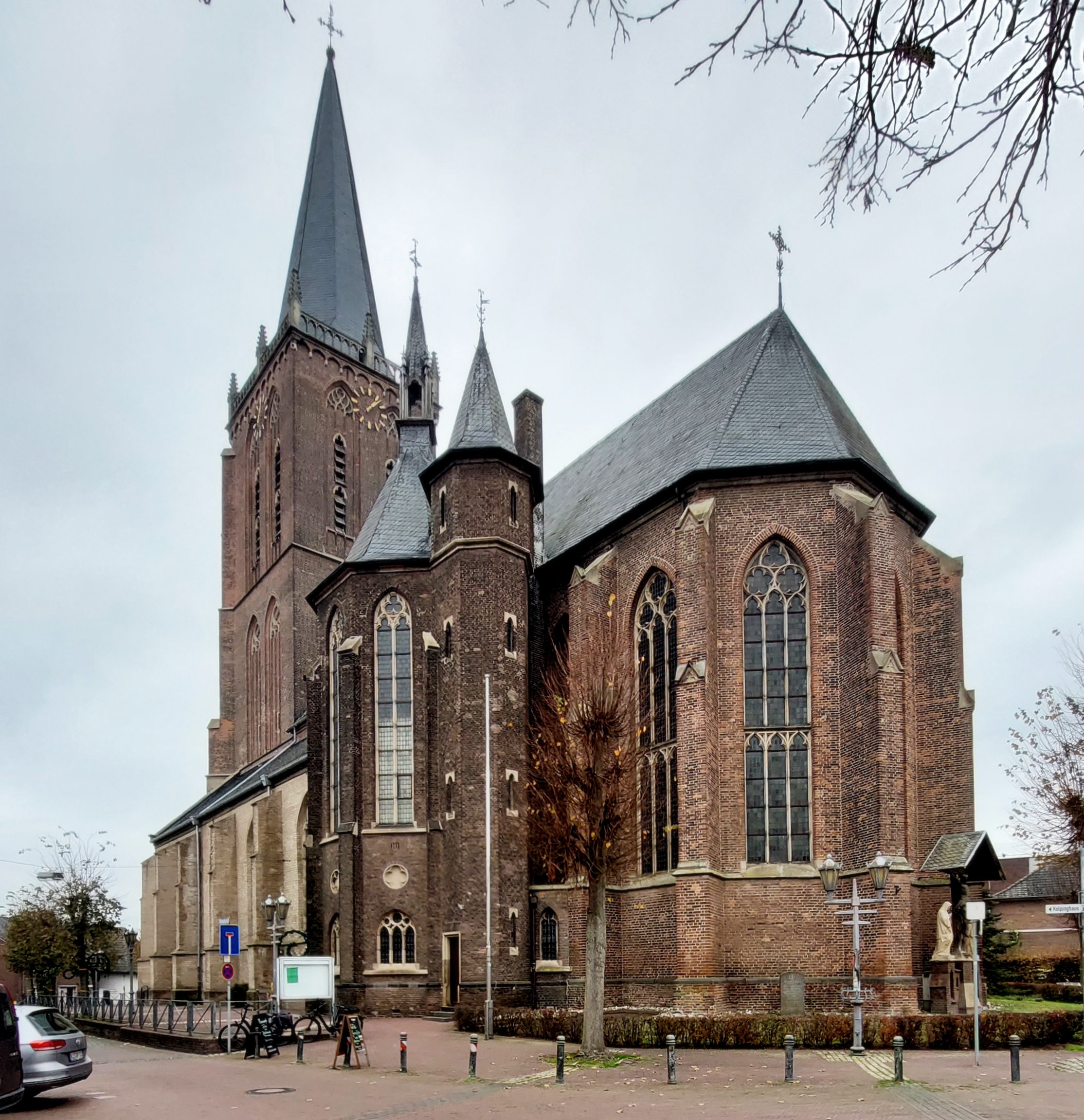
Eglise St. Martinus
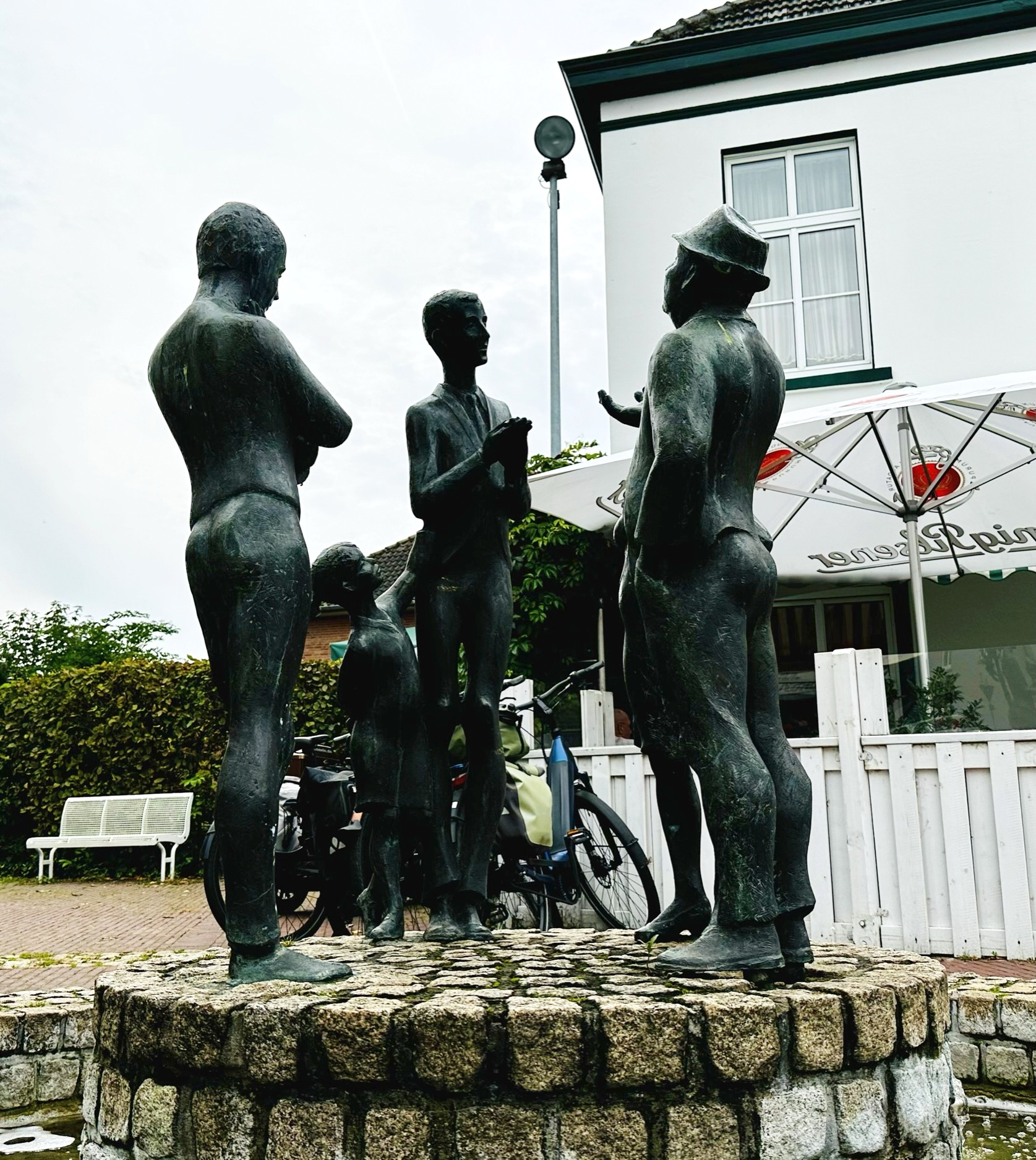
Eltener Marktbrunnen (Fontaine du marché d'Elten)
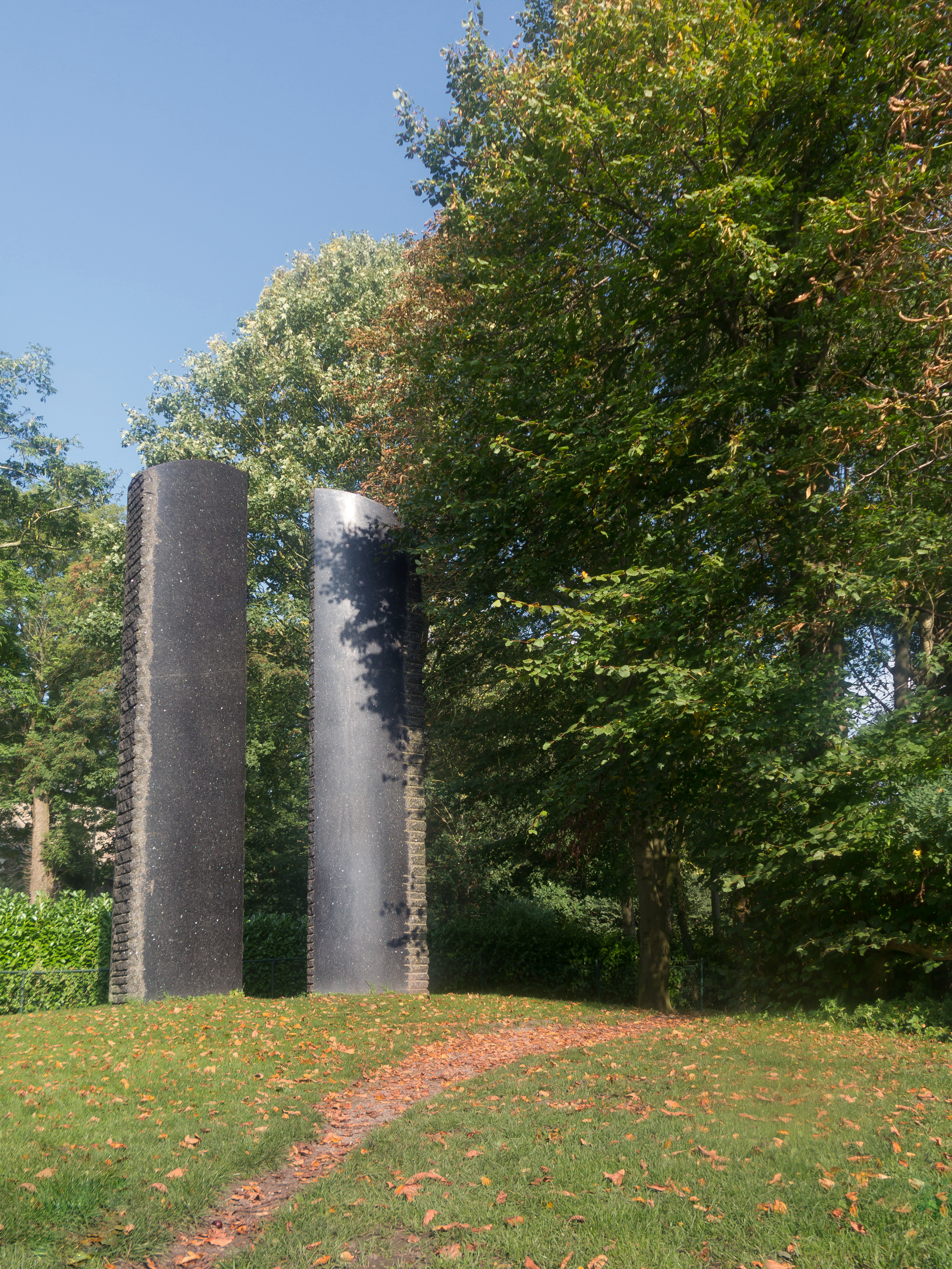
Hoch Elten
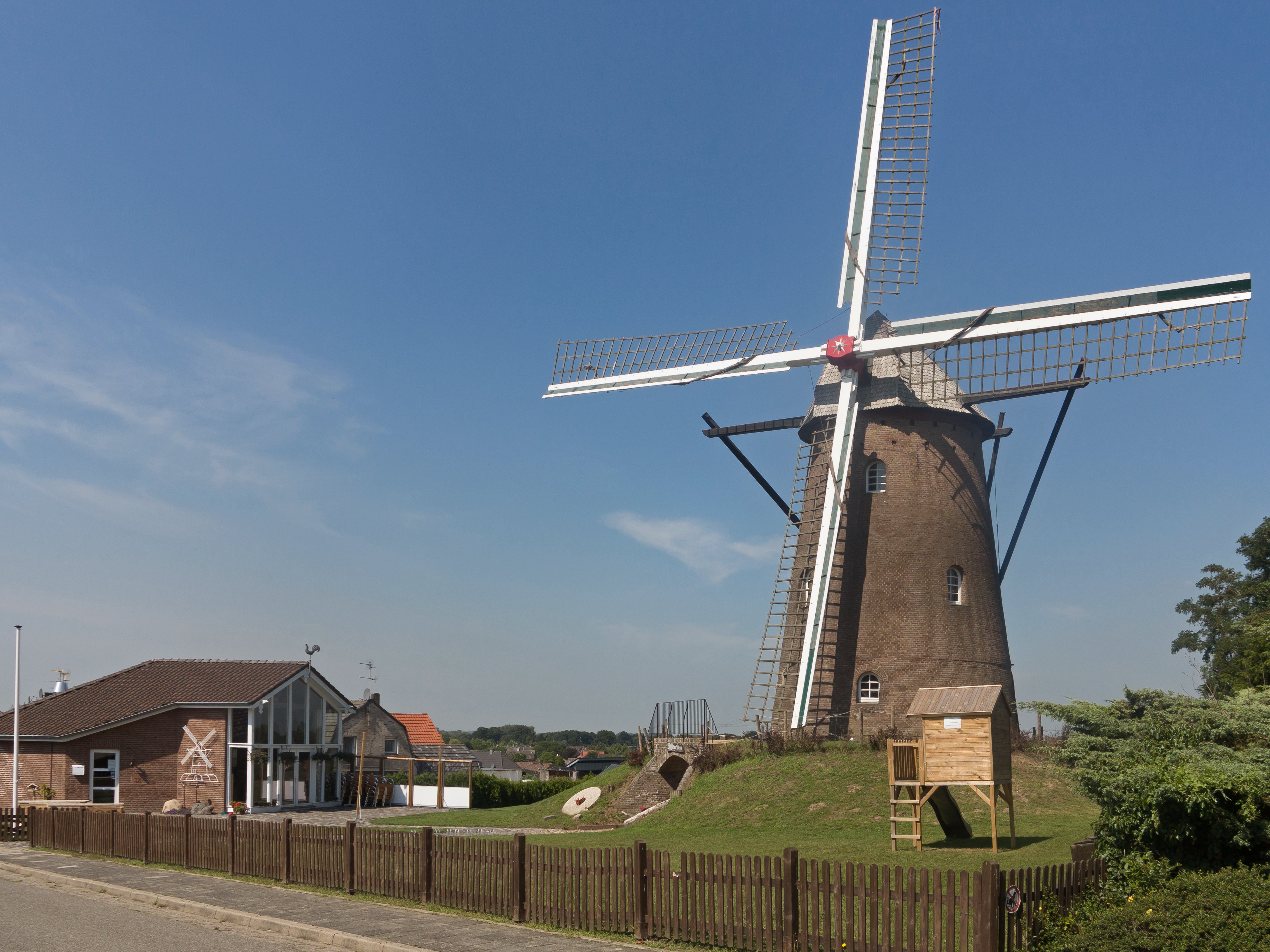
Moulin à vent Gerritzens Mühle (Le moulin de Gerritzen)
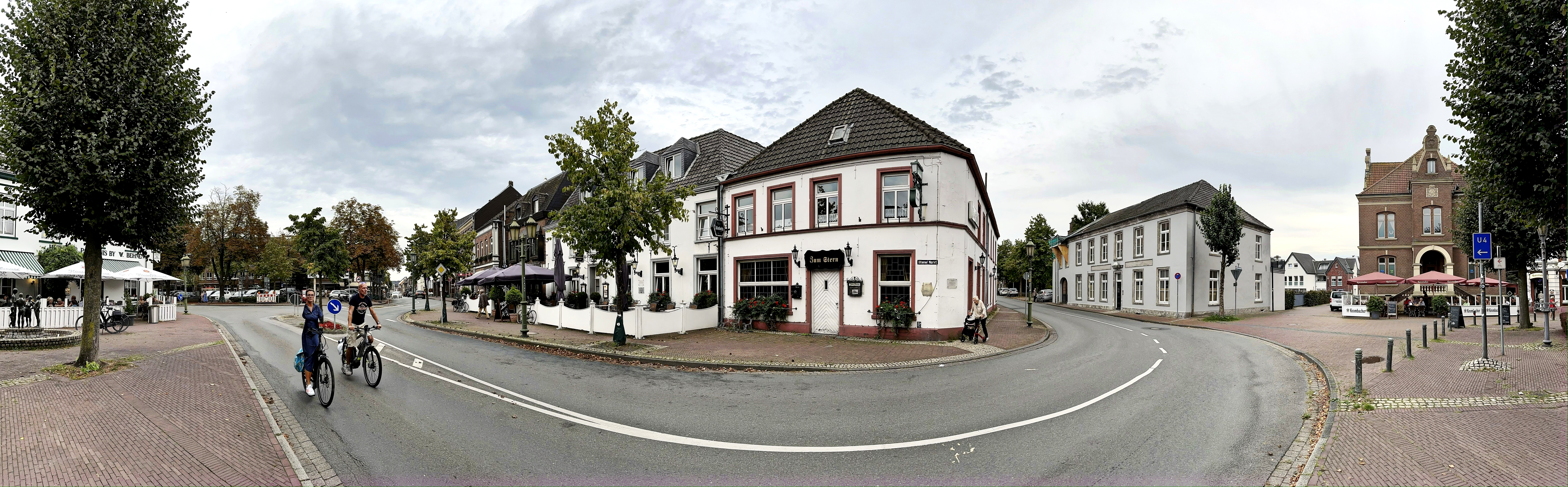
Panoramique d'une rue d'Elten
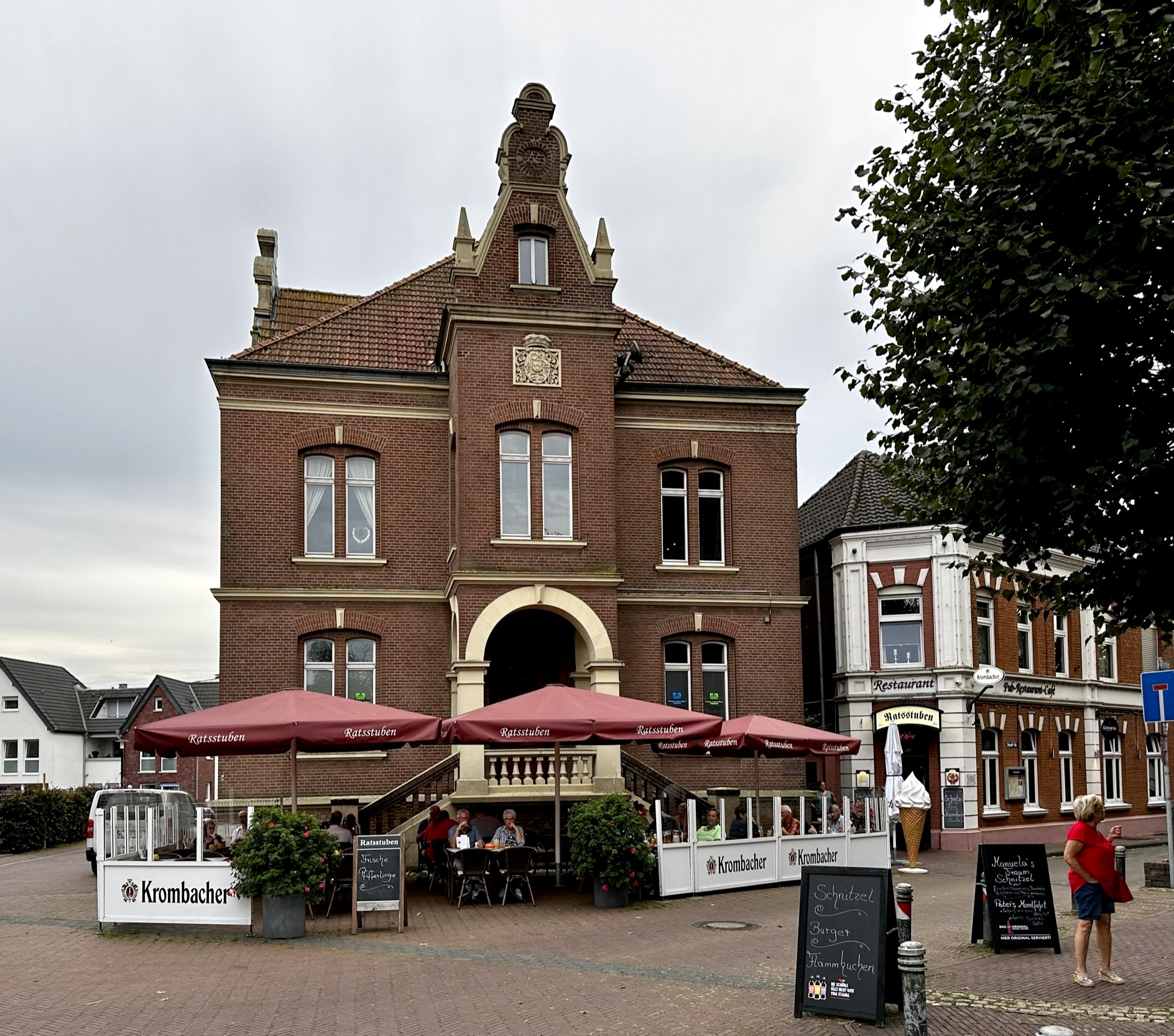
Ancienne mairie d'Elten
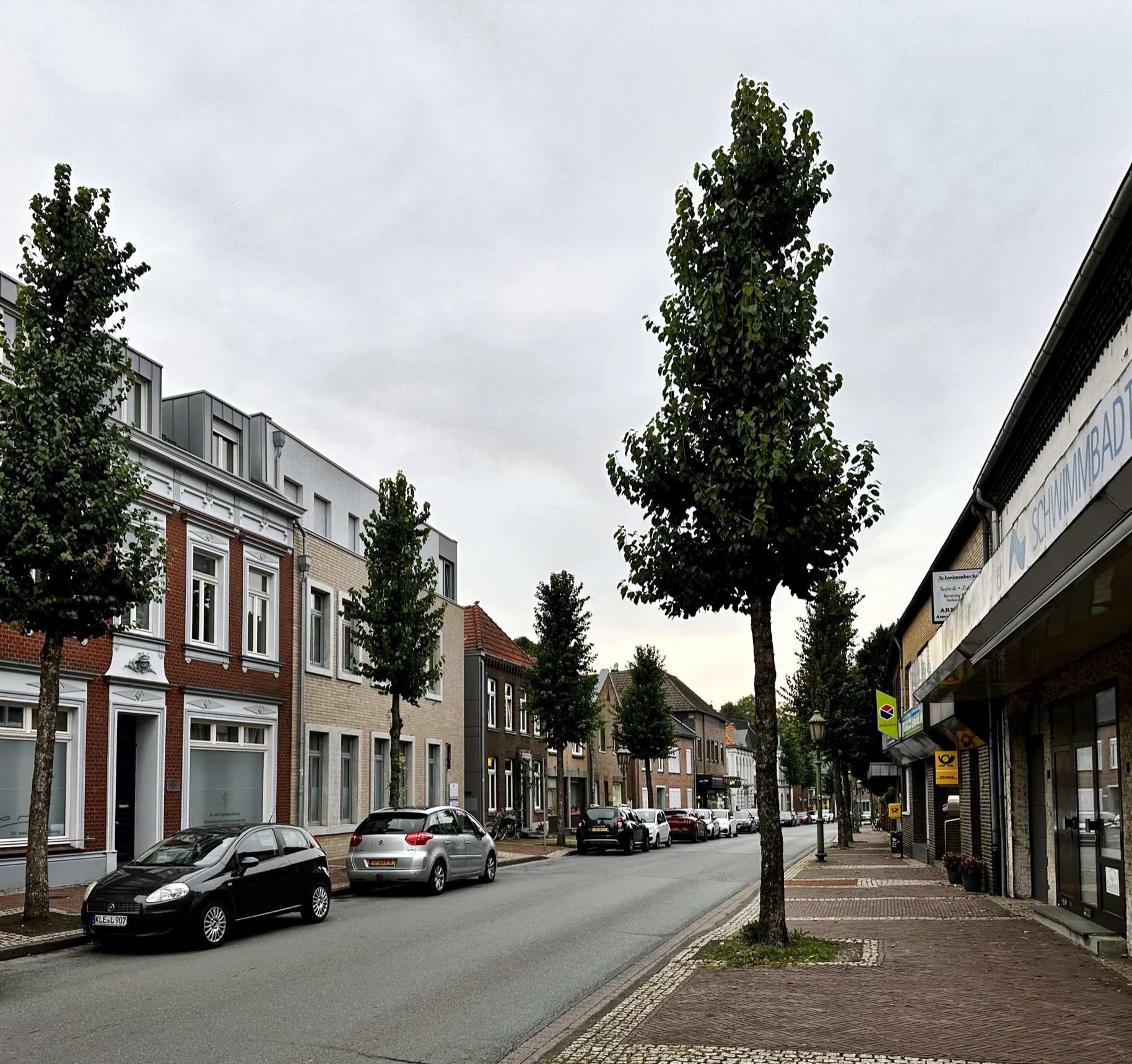
Une rue à Elten